# Abril Pires de Lumiares
Abril Pires de Lumiares (Aprilis Petriz  na documentação) (c. 1170–agosto de 1245), foi um notável rico-homem e político da primeira metade do séc. XIII, chamado posteriormente de Lumiares, um dos seus coutos.
Uma série de fatores, a começar pelo orgulho da sua ainda próxima ascendência régia, a enorme quantidade de bens recebidos de herança (a que ele soube juntar uma não menor, pelo casamento e por meio de compras e extorsões a municípios e talvez a particulares), e por último, um caráter egocêntrico, tirano e autoritário, fizeram deste nobre um homem extremamente irritável, com ímpetos homicidas e demolidores que, para além de proverbiais, por vezes chegaram aos factos documentados dos seus contemporâneos. Morreu em combate.

## Primeiros anos
Era filho de Pedro Afonso Viegas, sendo portanto bisneto de Egas Moniz IV de Ribadouro, aio de Afonso Henriques— e da sua esposa, Urraca Afonso, senhora de Aveiro, e filha bastarda deste rei português. O couto de Lumiares, de que Abril era senhor, herdou-o por via de seu pai. Já Aveiro herdá-lo-ia de sua mãe.
Abril terá nascido na década de 1170, uma vez que, quando aparece pela primeira vez na documentação, em 1218, teria provavelmente quarenta anos, já no cargo de tenente de Penafiel. Abril surge a confirmar uma carta de doação da igreja de Pendilhe à Sé de Lamego, pelo Mosteiro de Pendorada. A sua influência, nessa altura, ainda era muito escassa, comparada com a que viria a ter.

## A entrada e ascensão na corte
Abril Peres viveu uma parte da sua vida no conturbado período do reinado de Sancho II de Portugal, tendo assistido e mesmo tomado parte nas grandes lutas pelo poder que se verificaram durante o reinado deste rei.
A morte prematura de Afonso II de Portugal, levou a que os Sousas, que não gozaram das boas graças deste rei, começassem a ganhar o predomínio que teria na infeliz menoridade de Sancho II. O seu chefe, Gonçalo Mendes II de Sousa, casara com uma prima coirmã do pai de Abril, e é demasiado coincidente o início da influência da casa de Sousa com a entrada de Abril Pires na política para não se crer que este facto se deva muito àquele. Mas para além do fator familiar, o início da sua entrada na cena política pareceu também dever-se à vasta herança que possuía. Surge pouco depois a gozar do favor das infantas Teresa, Sancha e Mafalda, tias do rei.
Mas para a ascensão contribuiu também a sua ambição política, da qual uma prova clara é o seu casamento com Sancha Nunes, da alta estirpe condal dos Celanovas-Barbosas, sendo neta de Sancho Nunes de Celanova, cunhado de Afonso Henriques, filha de Nuno Sanches de Celanova, governador de várias terras em Lamego e ainda irmã de Sancho Nunes de Barbosa, primeiro senhor da Quinta de Barbosa, perto de Penafiel.
A tenência de Penafiel parece ter passado, desta forma, para Abril pelo seu casamento. Desta forma, é anterior a 1218, uma vez que neste ano já aparece como tenente daquele terra. Abril já estaria casado pelo menos no anterior, em 1217, O cargo de governador de Penafiel foi para Abril Pires como uma consequência deste enlace matrimonial. Este, a ser assim, é anterior a 1218. Com efeito, recebe a vila de Lama Redonda do Mosteiro de Salzedas, talvez devida a uma grande doação que fizera pouco antes com uma prima coirmã do marido, Sancha Pires.

### A menoridade de Sancho II
Abril é um dos grandes magnates, que, em junho de 1223, juram, e em nome de Sancho II, o cumprimento da concordata entre o rei e o Arcebispo de Braga. Ainda nesse mês, está em Montemor-o-Velho, sendo nomeado por uma das tias do rei como uma das oito pessoas a quem, sem perigo de danos futuros, a coroa podia entregar o castelo da vila. Por esta altura, Abril começa a estabelecer estreitas relações com o infante Rodrigo Sanches, tio de Sancho II. Rodrigo, até aí na sombra, aproveita a oportunidade de se aproximar do círculo de magnates influentes junto ao rei.
Na carta de foral de Barqueiros, de outubro de 1223, passada pela autoridade dos governadores do respetivo distrito (de Panoias, governado pelos Sousas, na altura com papéis de grande destaque na corte), juntam-se os nomes de Rodrigo e Abril, revelando uma situação de amizade, ou de igual preponderância e concordância de ideias.

#### Primeiros cargos
Foi tenente de um vasto domínio na Beira – que se estendia desde Lamego ao Norte até Gouveia (na região de Rio Torto) ao Sul –, sendo investido sucessivamente pelo rei na alcaidaria dos Castelos de Tarouca (a partir de 1227), São Martinho de Mouros (década de 1230), Numão (começos da década de 1240) e Lamego (depois de 1242 e até 1245).

#### A mordomia-mor
Abril surge subitamente no cargo de mordomo-mor (o mais alto cargo de estado de então) do reino em 1226. Porém, a hegemonia sousã na corte estava já a declinar: a poucos meses de o rei atingir a maioridade oficial, nesse mesmo ano de 1226, denotava-se uma constante mudança de mordomos, que não permaneciam nesse cargo durante muito tempo, indicando manobras ocultas dos Sousas para preservar o poder. Isto poderia indicar uma brecha no aparentemente incontornável domínio Sousão, que encontrava provavelmente falhas na sua rede de alianças.
Abril seria mais um integrante deste desfile de mordomos que constituiu este primeiro período do reinado de Sancho II. Ainda em 1226 seria destituído do cargo, e antes ainda de Sancho atingir a maioridade.Pedro Anes da Nóvoa substituiu-o no cargo.

### O afastamento de Abril
A ascensão de Sancho II como rei oficial não alterou a situação com que a deixara o seu pai: a nobreza que o servira no curto período de regência voltou a ser afastada da corte. E desta forma a nobreza arredada volta a conduzir-se como adversária do rei.
Abril regressa da corte para província, limitado à governação de tenências: em 1228 governava as de Lamego e Viseu. Nos anos seguintes, os Sousas tentariam resgatar a antiga influência, mas o senhor de Lumiares não os acompanha, talvez descrente de novo êxito ou então dominado pelo seu já ódio concentrado (característica dominante do seu caráter) a Martim Gil de Soverosa, que obtivera o posto que Abril tanto ambicionara.
Em 1229, deixa as tenências mencionadas, que lhe davam muita preponderância, e que desta forma são entregues a Gonçalo Mendes II de Sousa em 1231. Voltaria mais tarde à corte, aproveitando a Reconquista para se reaproximar do rei e desta forma, foi-lhe concedida autoridade nas doações de Mértola, Alfajar de Pena e Aiamonte à Ordem de Santiago.

### Conflito com Martim Gil de Soverosa
O desentendimento de Abril com Martim Gil de Soverosa era, na realidade, de natureza pessoal; Martim requeria-lhe a mão da filha, Urraca Abril, atraído ou pela beleza ou pela riqueza da dona. Talvez a nova nomeação do senhor de Lumiares para o cargo que perdera se deva à influência de Martim Gil e ao seu desejo de obter as boas graças da donzela e do seu pai, sempre irascível e violento.
A ascensão de Martim ao cargo do "presumível sogro" aumentou esta já pouco amigável relação entre ambos, podendo ser pelo ódio que no entretanto desenvolvera por Martim que, tentando evitá-lo, não voltaria à corte. Talvez não tivesse sido estranho à tentativa do conselho do chefe de Sousa; este porém morre por esta altura, sem alcançar a influência de que dispusera na menoridade real. Em consequência, Abril Pires volta a empossar-se do cargo de tenente de Lamego e Viseu, vago por aquele falecimento (cargo que lhe lisonjeava os pendores autoritários naturais ao ponto de o levar à dissimulação dos seus verdadeiros sentimentos relativamente ao rei e seu favorito, Martim Gil.

## A vida fora da corte

### Os paços de Lumiares
A documentação descreve os paços de Abril como magníficos e vastos, na cabeça da “quintã” (ou couto). Erguiam-se duas torres senhoriais, uma com adega e serviçaria, partindo com a carreira de tás da igreja (que era também padroado deste nobre, com as mais do couto e suas honras), e junta às casas chamadas do Coural, de boa aposentadoria, com currais e pomares, cerca da porta da dita igreja. Além destes edifícios, havia o denominado Paço Grande, com sua alpendrada, entestando com outra torre e tendo anexas casas e paredeiros, também junto à igreja.

### Árbitro e povoador
Em 1240, estando no auge o conflito entre o bispo do Porto e os burgueses, Abril foi nomeado árbitro com o bispo Tibúrcio de Coimbra, logrando obter conciliação, na qual que as notícias da sua proverbial violência e o medo que consequentemente inspiravam, foram provavelmente um fator determinante..
Em agosto de 1244, uma notícia fora do comum: Abril aforava o lugar de Meixide a dois indivíduos, instituindo um concelho rudimentar e mandando pagar os foros por mão do vosso mordomo.

### As manifestações de crueldade

#### A extorsão de propriedade: o caso de Numão
Abril Pires aproveitara o afastamento da corte para, com parceria de D. Paio, bispo de Lamego, se dar ao trabalho de extorquir aos concelhos da sua tenência vastos territórios, não recuando para as obter, ante as maiores violências.
Tendo exigido ao concelho de Numão uma determinada propriedade, a recusa da vila em dar-lhe o que pedia levou a que Abril desse largas aos seus ímpetos; tomando por injúria aquilo que era um direito municipal, cortou três homens, delegados do concelho, e matou um, como as próprias Inquirições de 1258 ainda testemunham. Perante tal ferocidade, o município, assustado, deu-lhe o sítio da Touça, despovoado, em fevereiro de 1242. Perante outros pedidos de Abril, o concelho entregou.lhe, desta vez sem resistência, outras propriedades entre Cedovim, Longroiva e Muxagata, e ainda a recebê-lo por munícipe, com a condição de se manterem sob proteção do senhor de Lumiares.
O sucedido em Numão serviu de exemplo para outras povoações: o município de Penela da Beira deu-lhe um lugar, Vale do Carvalho, que Abril povoou e aí fundou uma aldeia que deixou à sua filha; e igualmente procedeu o concelho de Penedono, dando-lhe o sítio da Póvoa, também povoada por ele. Nesta aldeia não entravam os mordomos e meirinhos do rei, sob pena de serem mortos pelos homens do senhor de Lumiares.

#### A violência de Abril no seio familiar
Parece que a violência de Abril também vinha ao de cima no seio da sua própria família. Sabe-se que uma das mais frequentes vítimas do seu génio violento e assomadiço era a sua própria irmã Aldara, a quem escreveria cartas severas e irritadas ao mínimo pretexto.
A própria filha chegou a ser também vítima do seu caráter violento. Vendo a oportunidade de exteriorizar a sua aversão de longos anos ao rei e ao seu valido, Abril aderiu a um plano, urdido com o clero e da maior parte da nobreza para derrubar o rei e o seu valido, que infelizmente era adorado pelo povo, opinião contrária aos restantes estratos sociais, provado pelo desafio feito por Fernão Garcia de Sousa, em Moreira, Trancoso.
A julgar por uma cantiga do trovador João Soares “Somesso”, interessado na filha de Abril, o valido Martim Gil pretendeu a mão desta. Parece concluir-se que Urraca Abril se agradara de outro homem e que o pai lhe apontava outro. Como Urraca resistisse às opções do pai, ele rapta-a em Lumiares ou nas proximidades (Moimenta da Beira), nos paços que aí possuía. A cantiga deplorava a sorte da donzela, que “vivia em grande tormenta”, “porque a queria casar seu pai”, desrespeitando o seu afeto pelo “Chora” (João Martins de Riba de Vizela). O valido do rei não conseguia esconder a sua mágoa e despeito, mas encobre a identidade de Urraca Abril.
Para Abril, vista a ligação do rei com o favorito (sabe-se que os Sousãos teriam prometido a Sancho II passar para o seu lado contra o conde de Bolonha, se ele expulsasse o valido), para ele havia agora um meio de abater Martim: derrubar o rei.

## Da guerra de sucessão à morte

### Antecedentes
As circunstâncias que lhe não haviam sido favoráveis em anos anteriores, agora apresentavam-se oportunas para Abril: aproveitando o descontentamento da nobreza com o valido, seu inimigo pessoal, uniu-se desta forma aos seus antigos aliados.
A conspiração contra Sancho II ia ganhando também vulto em Roma e em Paris. Em Portugal, a sua influência, a sua energia, os seus agravos pessoais de complexa espécie, indicavam-no para chefe natural dos descontentes e dos partidários do conde de Bolonha. É evidente que Sancho II e Martim Gil viessem a observar e a vigiar os seus movimentos, cuja intenção um temperamento explosivo como o dele nem sempre conseguiria esconder.
Deve-se concluir que, descoberta a conspiração de Abril Pires pelas imprudências do seu génio indomável e pelas indiscrições dos seus partidários (entre estes o infante Rodrigo Sanches), rebentou a guerra entre o partido revolucionário e o fiel ao rei.

### A guerra
Uma bula datada de julho de 1245 (Grandi non immerito) revela que essa guerra contra Abril Pires foi cruel: os “vassalos do rei”, chefiados por Martim Gil de Soverosa, atacaram os rebeldes por toda a parte, desalojando-os de numerosos castelos, com graves destruições e mortandades. Foi fixada a batalha na primavera de 1245 (não muito anterior a maio). Abril Pires, acossado de castelo em castelo, chega a perder, como tudo indica, os da sua própria tenência de Lamego, que lhe é retirada oficialmente: em concordância, na doação que faz em julho de 1245 a S. João de Tarouca (mosteiro do qual seu pai fora grande devoto), declarava-se que a terra de Lamego vagava de rico-homem. É crível que estes reveses tivessem levado o velho senhor de Lumiares a um nível de insensatez. O partido dos inimigos do rei, animado pelos conspiradores que em França e Itália buscavam forjar as armas que fulminariam Sancho II, não podia deixar de persistir na luta. Após a infeliz guerra na primavera de 1245, Abril, decidido a novas ações, busca dispor as suas heranças e angariar um bom lugar para a sua alma, na hipótese de morte, fazendo testamento. Feitas estas prevenções, o velho senhor, principia a pregar às claras a guerra ao valido real e à coroa, e o certo é que vê juntar-se-lhe o melhor da nobreza. Este papel de arrolador e condutor das gentes para a guerra levou os posteriores a considerá-lo o agregador do combate que veio a travar-se entre ele e o tio do rei, de um lado, e Martim Gil e seus parciais, do outro, no combate conhecido como lide de Gaia ou lide do Porto. No campo ficaram estendidos, entre muitos outros, Abril Pires e Rodrigo Sanches, facto de que resultaram para ele lúgubres recordações, prova da sua retumbância e do particular sentido que tiveram no conhecimento do povo e as suas causas.

## Posteridade
É possível que o corpo do senhor de Lumiares fosse transportado para o Mosteiro de Tarouca, onde os seus antepassados haviam tomado a sepultura, com seus parentes. Entre as disposições do seu testamento, a povoação de Touça (extorquida ao concelho de Numão), juntamente com um terço da igreja de S. Miguel de Aveiro, foi doada ao Convento de São João de Tarouca, e nove casais na vila de Lumiares foram doados ao Mosteiro de Salzedas.
A sua viúva, possivelmente consumida pelo desgosto, encerrou-se numa das torres do paço de Lumiares, onde acabaria por falecer.

## Descendência
Casou com Sancha Nunes de Barbosa (m. depois de 1245), de quem teve três filhos:
- Pero Abril de Lumiares[4]
- Nuno Abril de Lumiares[4]
- Urraca Abril de Lumiares  casada com João Martins de Riba Vizela e depois de enviuvar com Fernão Garcia de Sousa.[4]